# Hannes Agnarsson
Hannes Agnarsson (ur. 26 lutego 1999) – farerski piłkarz, pomocnik, występujący w klubie B36 Tórshavn. Młodzieżowy reprezentant Wysp Owczych.